# Barkweda
Barkweda (deutsch Bergfriede) ist ein Ort in der polnischen Woiwodschaft Ermland-Masuren. Er gehört zur Gmina Dywity (Landgemeinde Diwitten) im Powiat Olsztyński (Kreis Allenstein).

## Geographische Lage
Barkweda liegt an der Alle (polnisch Łyna) im Westen der Woiwodschaft Ermland-Masuren, elf Kilometer nordwestlich der Kreis- und Woiwodschaftshauptstadt Olsztyn (deutsch Allenstein).

## Geschichte
|  |

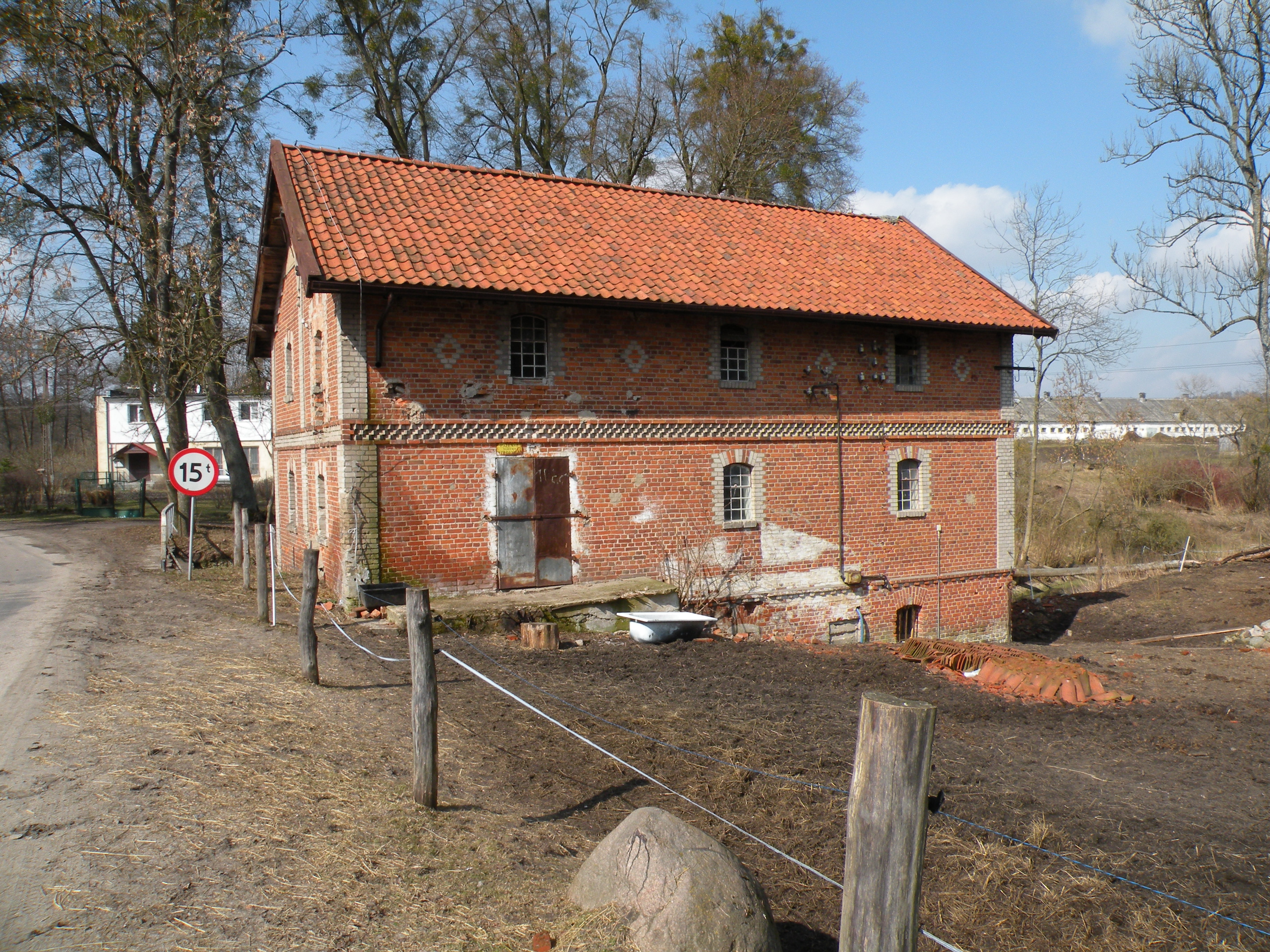
Gebäude der einstigen Wassermühle

1364 gilt als Gründungsjahr des damals Bergfried genannten Gutsdorfs. Bei der Verleihung des Mühlenprivilegs am 28. Juni 1425 wurde das Gut erwähnt. 1770 wurde der Ort als Adelsgut basierend auf Kulmer Recht mit einer Mühle und einem Krug genannt, und 1817 hatte das adlige Gut fünf Feuerstellen bei 24 Einwohnern. Die Volkszählung am 3. Dezember 1861 ergab drei Wohngebäude bei 41 Einwohnern.
AM 7. Mai 1874 wurde Bergfriede Teil des neu errichteten Amtsbezirks Braunswalde (polnisch Brąswałd) im ostpreußischen Kreis Allenstein. Im Jahre 1910 zählte das Dorf 80 Einwohner.
Am 30. September 1928 gab Bergfriede seine Eigenständigkeit auf und wurde in die Landgemeinde Groß Buchwalde (polnisch Bukwałd) eingegliedert.
Als das gesamte südliche Ostpreußen 1945 in Kriegsfolge an Polen fiel, erhielt Bergfriede die polnische Namensform „Barkweda“. Heute ist der Ort in die Landgemeinde Dywity (Diwitten) im Powiat Olsztyński (Kreis Allenstein) integriert, von 1975 bis 1998 der Woiwodschaft Olsztyn, seither der Woiwodschaft Ermland-Masuren zugehörig.

## Kirche

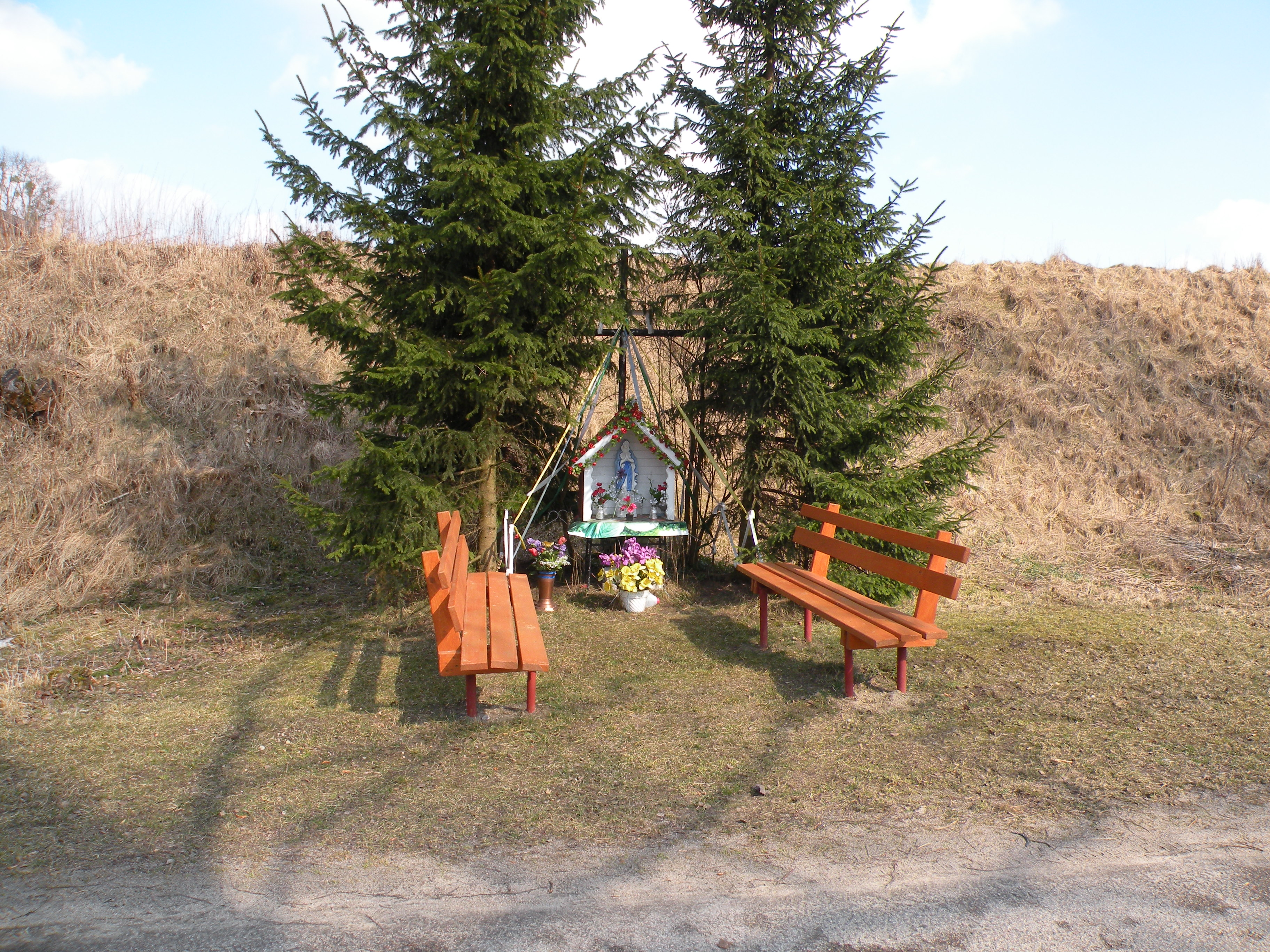
Wegekreuz in Barkweda

Bis 1945 war Bergfriede in die evangelische Kirche Allenstein in der Kirchenprovinz Ostpreußen der Kirche der Altpreußischen Union, außerdem in die römisch-katholische Kirche Braunswalde (polnisch Brąswałd) eingepfarrt.
Katholischerseits besteht auch heute noch der Bezug zu Brąswałd, dessen Pfarrei mit der St.-Josephs-Kapelle in Bukwałd (Groß Buchwalde) eine Filialgemeinde betreut. Sie gehört zum Erzbistum Ermland.
Auch evangelischerseits besteht die Beziehung Barkwedas zur – nun mit einem Namen versehenen – Christus-Erlöser-Kirche in Olsztyn, nun allerdings der Diözese Masuren der Evangelisch-Augsburgischen Kirche in Polen zugeordnet.

## Napoleoneiche(n)

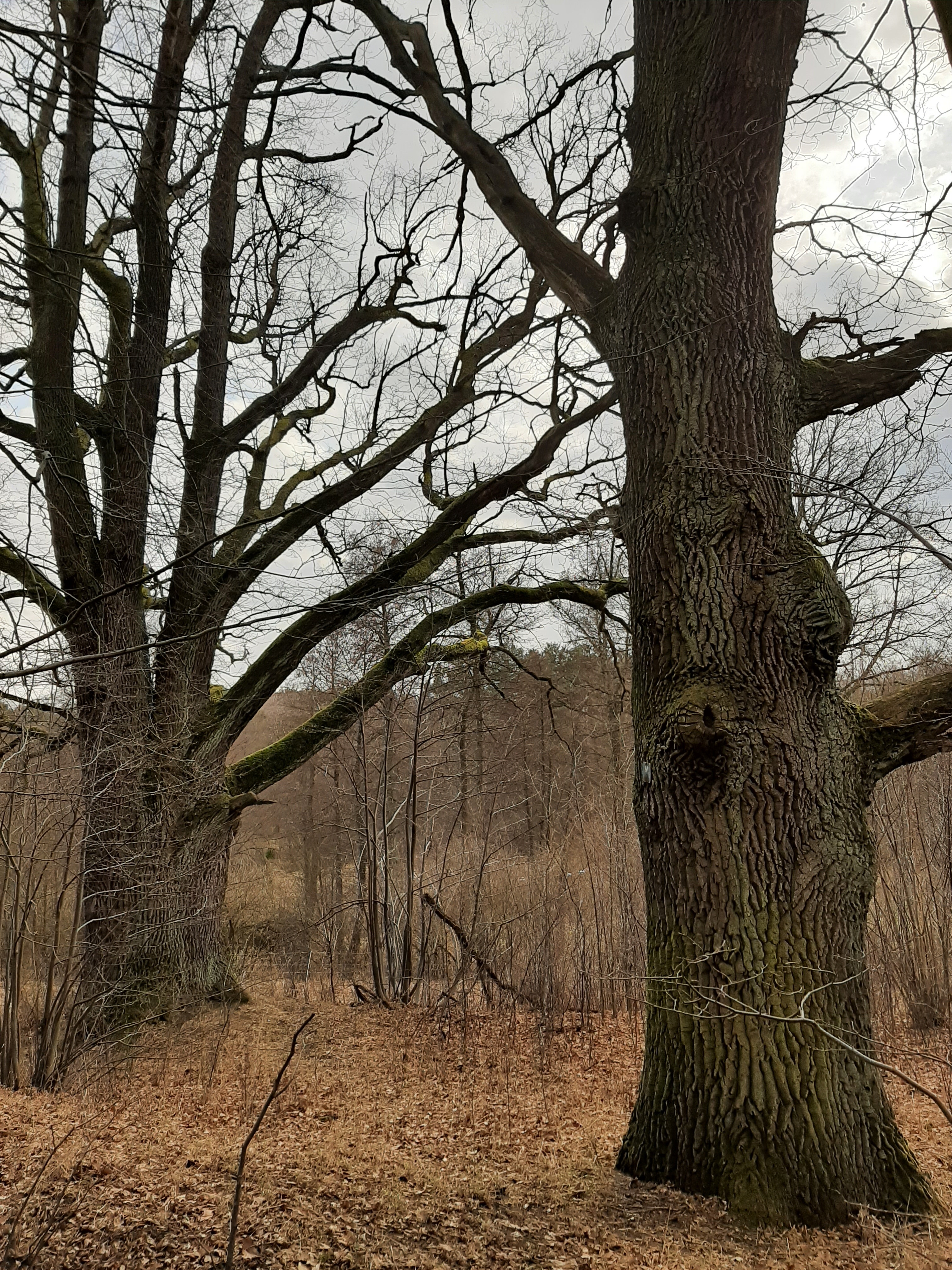
Die heutigen Napoleoneichen in Barkweda

Unweit von Bergfriede soll Napoleon 1807 bei der Schlacht bei Preußisch Eylau seinen Kommando-Standort gehabt haben und eine Nacht in einer großen Mulde verbracht haben. Die daran erinnernde Napoleoneiche fiel allerdings 1922 einem Brand zum Opfer. Heute stehen hier drei andere stattliche Eichbäume, die nun eben auch „Napoleoneichen“ genannt werden.

## Verkehr

### Straße
Barkweda liegt an einer Nebenstraße, die bei Dywity (Diwitten) von der polnischen Landesstraße 51 (der einstigen deutschen Reichsstraße 134) abzweigt und über Brąswałd (Braunswalde) und Bukwałd (Groß Buchwalde) bis nach Różynka (Rosengarth) führt. Die Kreisstraße 1368N führt von Stękiny (Stenkienen) über Jonkowo (Jonkendorf) und Mątki (Mondtken) nach Barkweda, und eine kleinere Straße verbindet Kajny (Kainen) mit Barkweda.

### Schiene

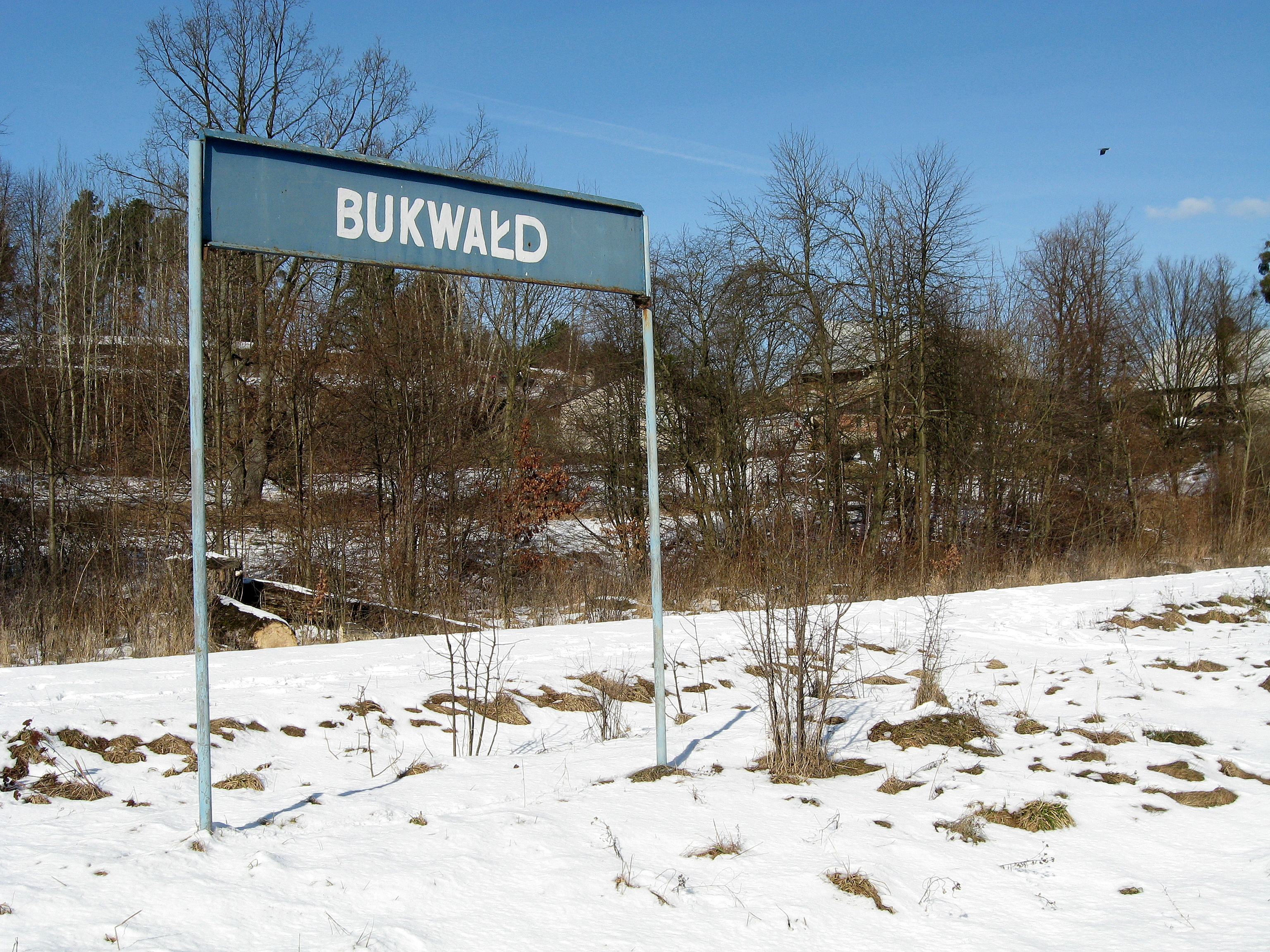
Die Bahnstation Bukwałd auf Barkwedaer Grund und Boden

Durch die Gemarkung Barkweda verläuft die Bahnstrecke Olsztyn Gutkowo–Braniewo der Polnischen Staatsbahn (PKP) mit der Liniennummer 221. Die in der Gemarkung Bergfriede 1884 errichtete Bahnstation allerdings trug den Namen des Nachbarorts „Groß Buchwalde“ und heißt heute immer noch „Bukwałd“. Allerdings wird der Streckenabschnitt von Olsztyn Gutkowo (Göttkendorf) bis Dobre Miasto (Guttstadt) seit dem 13. September 2019 nicht mehr regulär befahren. Bis zur Station Bukwałd wurden einige Bahnanlagen bereits demontiert.